# 優耐立
優耐立國際有限公司為臺灣彰化縣埤頭鄉一家輪胎製造商，子公司為位於田中鎮的特耐橡膠工業有限公司，負責生產卡丁車、機車、ATV、農業、工業用小型輪胎等。

## 公司沿革
該公司於1980年由江墩宏（現已改名江鋐峻）創立，原本以製造機車輪胎為主。1995年跟中國的合資商合作，開始生產引擎、機車及速克達於中國市場販售；1999年開發ATV，並於同年在臺灣開始生產；目前產品則以ATV及各式輪胎為主。

## 產品

### ATV
- AX系列
- CX系列
- DX系列
- KX系列
- RX系列
- ZX系列
- Utility系列
- Mini ATV系列

### 開放式輕型沙灘車（Buggy）
- BUGGY
- BUGGY90

### 速克達
- 三輪速克達系列

### 輪胎
- 機車內外胎
- ATV輪胎
- 輕型卡車內外胎
- 堆高機內外胎
- 拖車內外胎
- 工業用內外胎
- 卡丁車輪胎
- 腳踏車內外胎

## 備註與參考資料
1. ↑  根據中華民國經濟部商業司的公司資料庫，公司登記地址為彰化縣永靖鄉竹子村楊厝巷2號，與實際生產營業之斗苑東路現址不同。
2. ↑  由中華民國經濟部商業司的公司資料庫查詢到該公司申請登記於1997年5月16日。

## 外部連結
- 優耐立官方網站 （页面存档备份，存于）